# Ilybiosoma minnesotense
Ilybiosoma minnesotense är en skalbaggsart som först beskrevs av Wallis 1933.  Ilybiosoma minnesotense ingår i släktet Ilybiosoma och familjen dykare. Inga underarter finns listade i Catalogue of Life.